# Янушкевич (издательство)

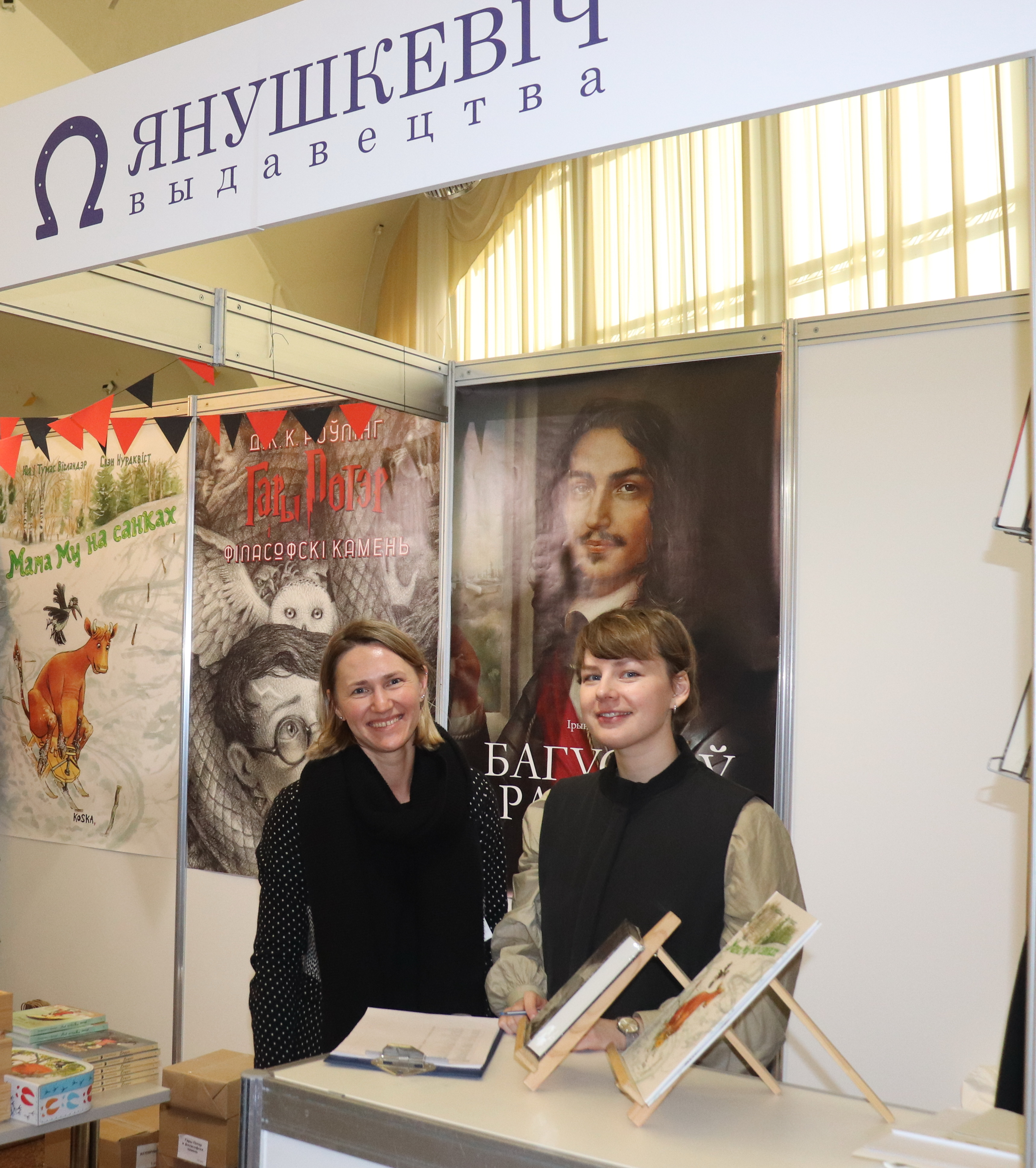
Стенд издательства Янушкевич, XXVII Минская международная книжная выставка-ярмарка

Издательство исторической книги «ЯНУШКЕВИЧ» (бел. Выдавецтва гістарычнай кнігі «ЯНУШКЕВІЧ») основано в Минске в марте 2014 года историком Андреем Янушкевичем и его единомышленниками. Издательство специализируется на публикации исторической и другой гуманитарной литературы. В некоторых случаях издает и художественные книги на исторические темы.
Одно из немногих издательств в Беларуси, публикующее книги на белорусском языке.

## История
Издательство зарегистрировано Министерством информации Беларуси в марте 2014 года.
Первой книгой, которая вышла в издательстве, была «Битва Орша 1514» польского историка Питера Порта. После этого вышла книга Анатолия Трофимчика «1939 и Беларусь. Забытая война».
В декабре 2016 года создан онлайн-магазин.

## Награды
- 2020 — Диплом за лучшую продажу книг «Гарри Поттер и философский камень» в сети книжных магазинов «Белкнига». На белорусский язык перевела Елена Петрович. В рейтинге 10 самых популярных и самых продаваемых книг в сети «Белкнига» в 2019 году белорусский перевод «Гарри Поттер и философский камень» занял второе место[4].